# SN 2002he
SN 2002he – supernowa typu Ia-pec odkryta 28 października 2002 roku w galaktyce UGC 4322. W momencie odkrycia miała maksymalną jasność 17,50m.